# Aloeides gowani
Gowan’s Copper (Aloeides gowani) là một bướm ngày thuộc họ Lycaenidae. Loài này có ở Nam Phi, nơi nó được tìm thấy ở the West, East và the North Cape.
Sải cánh từ 25–29 mm đối với con đực và 28–30 mm đối với con cái. Cá thể trưởng thành mọc cánh từ tháng 10 tới tháng 4, đỉnh điểm từ tháng 12 tới tháng 2 There are multiple generations during midsummer.
Ấu trùng ăn các loài Aspalathus species.